# 合眾國
合众国是用來稱呼採用联邦制之共和国的政治术语之一。现在世界上僅美国、墨西哥两个国家使用该词作為國名。
「合众国」在英语中的对应词为，意思是「许多邦的联合」或「许多政府的联合」，故有時會以聯邦作為翻譯。另外在英语与许多其他语言中，大写的常用來作為美國的通稱，类似「聯合王國」（United Kingdom）常用作英国的通称。

## 称为合众国的国家

### 现存者
| 主權國家     | 建国日期      | 政治体制                    | 國家元首   | 政府首腦   | 國會       | 首都               | 所在地區 | 國旗 | 國徽 | 地圖 |
| ------------ | ------------- | --------------------------- | ---------- | ---------- | ---------- | ------------------ | -------- | ---- | ---- | ---- |
| 美利堅合眾國 | 1776年7月4日  | 聯邦制 總統制 共和制 兩院制 | 美國總統   | 美國總統   | 美國國會   | 華盛頓哥倫比亞特區 | 北美洲   |      |      |      |
| 墨西哥合眾國 | 1810年9月16日 | 聯邦制 總統制 共和制 兩院制 | 墨西哥總統 | 墨西哥總統 | 墨西哥議會 | 墨西哥城           | 北美洲   |      |      |      |

### 已廢止者
- 比利时合众国，1790年
- 巴西合眾國，亦称「巴西第一共和國」，1889年至1968年
- 中美洲合眾國，亦称「中美洲聯邦共和國」，1823年至1838年
- 哥伦比亚合众国，1863年至1886年
- 印度尼西亚合众国，1949年至1950年
- 爱奥尼亚群岛合众国，现希腊的一个区，1815年至1864年，受英国的保护。
- 委内瑞拉合众国，1864年至1953年
- 阿拉伯合众国，1958年至1961年

### 設想中
- 拉丁非洲合眾國，中非共和國國父巴泰勒米·波岡達設想中建立的國家

### 虚构者
- 中華合眾國，是中国组成联邦制国家的政治概念，最先出現於民國初年，主要針對當時的軍閥割據問題。
- 大奥地利合众国，一些学者构思而从未实践过的设想。
- 歐羅巴合眾國，比现在欧盟还要联合的政治概念。
- 非洲合众国，一個要讓非洲部分或全部主權國家成為聯邦的政治概念。
- 南美洲合眾國，西蒙·玻利瓦尔计划在这些独立后的国家基础上建立起一个联邦国家的目标。